# Hairy Chapter
Hairy Chapter – zespół z Niemiec, utworzony w końcu lat sześćdziesiątych w Bonn grający hard rock wyraźnie inspirowany dokonaniami Jimiego Hendriksa.
Historia zespołu zaczęła się w 1969 roku kiedy zespół, jeszcze wtedy pod nazwą Electric Sounds For Dancing, wydał płytę o tym samym tytule zawierającą wczesne wersje z płyty Eyes wydanej rok później już jako Hairy Chapter. Mimo że producentem był Dieter Dierks, który był cenionym realizatorem dźwięku i producentem płyt wielu niemieckich zespołów rockowych, płyta raziła niedoskonałościami technicznymi.
Do nagrania drugiej płyty grupa przystąpiła z nowym perkusistą, ale nadal producentem płyty był Dierks. Tym razem strona techniczna dźwięku pozostała bez zarzutu, a członkowie zespołu zaprosili na sesję kilku dodatkowych muzyków m.in. trębacza i muzyka grającego na harmonijce ustnej. Efektem była płyta zatytułowana Can't Get Through, na której dominował już bardziej dojrzalszy hard rock, a utwory zdecydowanie się wydłużyły. Dzięki obecności Dierksa, na płycie słychać sporo elementów Krautrocka, co powoduje, że płyta staje się oryginalna pośród innych płyt hardrockowych z tamtego okresu. Niestety zespół po wydaniu płyty nie istniał już zbyt długo i rozpadł się około roku 1972.

## Dyskografia
- Eyes, 1970
- Can't Get Through, 1971

## Skład
- Harry Titlbach – g
- Harry Unte – voc, g
- Rudolf Oldenburg – b
- Werner Faus – dr